# Woskriesiensk (stacja kolejowa)
Woskriesiensk (ros. Воскресенск) – węzłowa stacja kolejowa w miejscowości Woskriesiensk, w rejonie woskriesienskim, w obwodzie moskiewskim, w Rosji. Węzeł linii Moskwa – Riazań z Wielkim Pierścieniem Kolei Moskiewskiej.

## Historia
Stacja powstała w XIX w. pomiędzy stacjami Konobiejewo i Pieski.

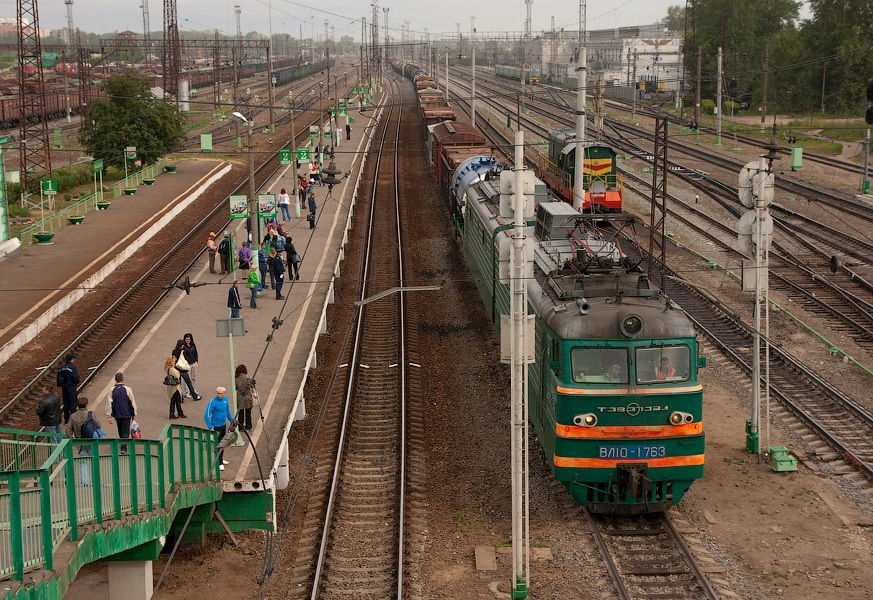
perony linii Moskwa – Riazań; widok w stronę Moskwy
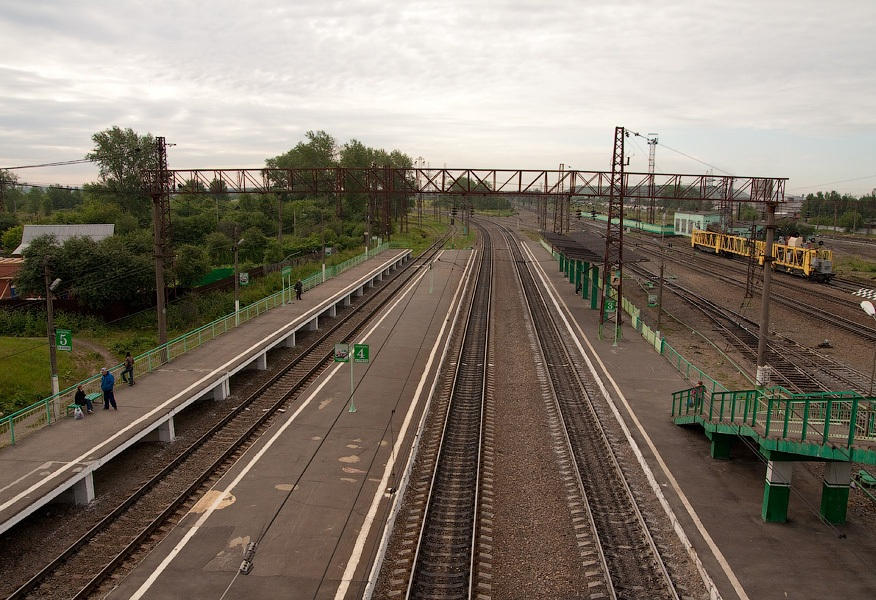
perony Wielkiego Pierścienia Kolei Moskiewskiej; widok w stronę Jaganowa